# Movelier

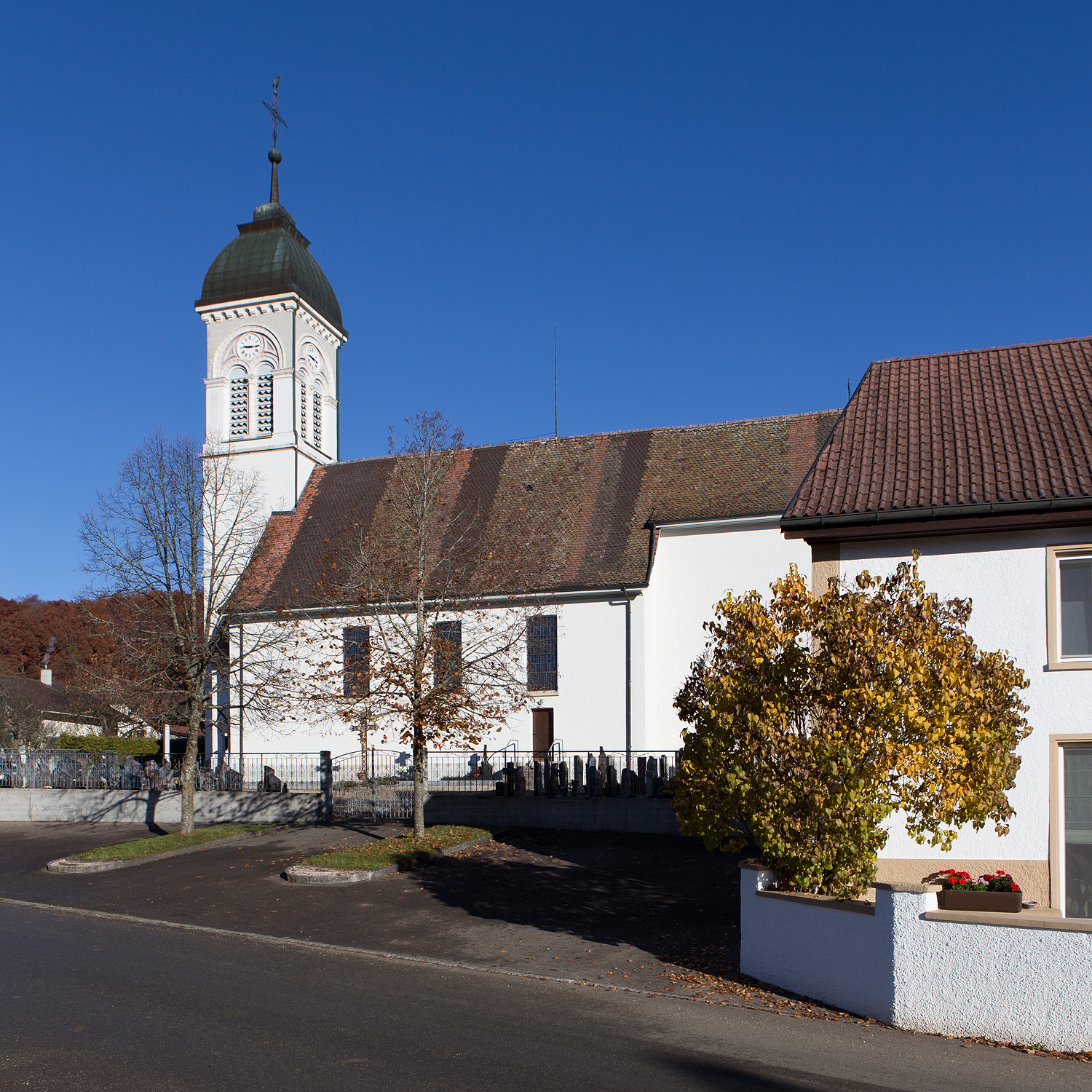
Församlingskyrka i Movelier.

Movelier är en ort och kommun i distriktet Delémont i kantonen Jura, Schweiz. Kommunen har 420 invånare (2023).